# بورکینافاسو در المپیک
بورکینافاسو از سال ۱۹۸۸ در بازی‌های المپیک تابستانی شرکت کرده است. این کشور تحت نام پیشین خود، ولتای علیا، در ۱۹۷۲ نیز حضور داشت. پس از شرکت در ده‌ها دورهٔ المپیک، بورکینافاسو برای نخستین بار در بازی‌های المپیک تابستانی ۲۰۲۰ موفق به کسب مدال شد. اوگ فابریس زانگو، ورزشکار بورکینافاسویی، در رشتهٔ پرش سه‌گام مدال برنز را کسب کرد. این موفقیت نقطهٔ عطفی در تاریخ ورزشی این کشور محسوب می‌شود.

## جدول مدال‌ها

### مدال‌ها بر اساس بازی‌های تابستانی
| بازی‌ها | ورزشکاران      | طلا | نقره | برنز | مجموع | رتبه |
| ۱۹۷۲   | ۱              | ۰   | ۰    | ۰    | ۰     | –    |
| ۱۹۷۶   | شرکت نکرده است |     |      |      |       |      |
| ۱۹۸۰   | شرکت نکرده است |     |      |      |       |      |
| ۱۹۸۴   | شرکت نکرده است |     |      |      |       |      |
| ۱۹۸۸   | ۶              | ۰   | ۰    | ۰    | ۰     | –    |
| ۱۹۹۲   | ۴              | ۰   | ۰    | ۰    | ۰     | –    |
| ۱۹۹۶   | ۵              | ۰   | ۰    | ۰    | ۰     | –    |
| ۲۰۰۰   | ۴              | ۰   | ۰    | ۰    | ۰     | –    |
| ۲۰۰۴   | ۵              | ۰   | ۰    | ۰    | ۰     | –    |
| ۲۰۰۸   | ۶              | ۰   | ۰    | ۰    | ۰     | –    |
| ۲۰۱۲   | ۵              | ۰   | ۰    | ۰    | ۰     | –    |
| ۲۰۱۶   | ۵              | ۰   | ۰    | ۰    | ۰     | –    |
| ۲۰۲۰   | ۷              | ۰   | ۰    | ۱    | ۱     | ۸۶   |
| ۲۰۲۴   | ۸              | ۰   | ۰    | ۰    | ۰     | -    |
| ۲۰۲۸   | رویداد آینده   |     |      |      |       |      |
| ۲۰۳۲   | رویداد آینده   |     |      |      |       |      |
| مجموع  | مجموع          | ۰   | ۰    | ۱    | ۱     | ۱۵۱  |

### مدال‌ها بر اساس ورزش
| ورزش           | طلا | نقره | برنز | مجموع |
| -------------- | --- | ---- | ---- | ----- |
| دو و میدانی    | ۰   | ۰    | ۱    | ۱     |
| مجموع (۱ ورزش) | ۰   | ۰    | ۱    | ۱     |

## فهرست مدال‌آوران
| مدال | نام              | بازی‌ها | ورزش        | رویداد          |
| ---- | ---------------- | ------ | ----------- | --------------- |
| برنز | اوگ فابریس زانگو | ۲۰۲۰   | دو و میدانی | پرش سه‌گام مردان |